# Riksdagen 1778–1779
Riksdagen 1778–1779 ägde rum i Stockholm.
Ständerna sammankallades till den 19 oktober 1778 och den avslutades den 26 januari 1779. Under riksdagen föddes Gustav III:s son, Gustav IV Adolf, och ständerna stod som hans faddrar, något som förstärktes av kungens inrättades faddertecken som gavs till de särskilt utvalda inom de fyra stånden.

## Talmän och lantmarskalk
I adelsståndet: Lantmarskalk Hugo Herman von Saltza
I prästeståndet: Ärkebiskop Carl Fredrik Mennander
I borgarståndet: Carl Fredrik Ekerman
I bondeståndet: Anders Mattsson

## Riksdagens öppnande
Kallelsen till riksdagen gick ut den 9 september 1778, och den öppnades officiellt den 30 oktober med Riksdagens högtidliga öppnande i Rikssalen på Stockholms slott av Gustav III. Det var den första riksdagen sedan kungens revolution den 19 augusti 1772 och den nya regeringsformen som beslutades av Riksdagen 1771–1772. I sitt öppningstal sade kungen bland annat;
| ” | Mit hierta för Eder, Gode Herrar och Män, är af Eder kändt. Född Swensk har Jag från de spädaste åren älskat Mit Fäderne Rike, och sedan Försynen uphögt Mig på Min Faders Thron och satt styrslen i Mina händer, har Mit största syftermål warit at öfwertyga Eder, at Jag anser Mit Folk som Mina Barn. Då alt pålägger Mig denna skyldighet som Konung som Medborgare, huru mycket mera blifwer den icke ökad då Jag nu snart som Fader får arbeta för Mit Barns Arf-Rike. Få dagar återstå til des Jag hoppas i Edra armar kunna anförtro Den, hwilken Försynen Mig gifwandes warder til Min Ålderdoms tröst och Min Throns stöd. Til hwilken kunde Jag wäl med mera trygghet anförtro Den, som näst Riket Mig kärast blifwer i werlden, än åt Eder, Gode Herrar och Män, som här föreställa hela det Swenska Folket? Det är ännu ei någon af Oss kunnogt hwad nåd Försynen Oss ämnar: men Jag emottager den med lika erkänsla, förwissad, at om det är en Dotter, J dragen försorg för henes swaghet och Kön: Men skulle Försynen upfylla målet af Sin nåd och en Arfwinge til Min Thron födas; så glömmen aldrig bort, at J Den uti Edra armar til Herrans Altare framburit och med Religionens Insegel ännu kraftigare bekräftat de skyldigheter, som Eder med Honom redan förenat: anhållen med Mig om Den Högstes wälsignelse öfwer Den, för hwilken Jag begär af Eder all den kärlek och all den erkänsla Jag under loppet af Min Regering kan förtiena. Måtte han blifwa wärdig at en gång upträda på GUSTAF ERICSONS och GUSTAF ADOLPHS Thron: Men om detta Barn skulle en gång glömma de dyra plikter, som alt ifrån första stunden af Hans lifstid Honom äro pålagde: Om Han glömde at En Swensk Konungs största skyldighet är at älska och hedra Et Fritt Folk: Om Han skulle afwika ifrån den wäg De Store Konungar Honom wisat som sutit på denna Thron; så ansåg Jag för en nåd at Herren återtog Sin gåfwa, så stor Min glädie blifwer at Honom få, så stor Min sorg at Honom mista; Men jag blef otröstlig om Mit Blod en gång efter Min död skulle glömma, at om Försynen satt dem til Regenter öfwer et Stort Rike, hafwa De tillika fått Fria och Ädelmodiga Undersåtare, hwars lycka och trefnad är anförtrodd i Deras händer. | „ |

## Riksdagens beslut
Under riksdagen fattades beslut om bland annat följande propositioner;
- Barnamordsplakatet infördes, som tillät kvinnor att förbli anonyma vid barnafödsel. Detta för att förhindra barnamord.
- Mildring av straff där dödsstraff i många fall ändrades till kroppsstraff eller fästningsstraff. Därefter tillämpades dödsstraff endast då mord, barnamord eller dråp förekommit.
- Viss religionsfrihet för katoliker och judar infördes, vilket ledde till toleransediktet och judereglementet

## Riksdagens avslutande
Riksdagen upplöstes den 26 januari 1779 av kungen på rikssalen.